# 코분투
코분투(Cobuntu)는 우분투에 한국어 환경 관련 패키지를 추가한 우분투 리믹스 배포판으로 우분투 한국사용자모임을 통해 배포되었고 런치패드 코분투팀에서 제작, 관리를 하였다.
2012년 우분투 12.04 LTS 버전을 기반으로 한 코분투 12.04가 배포된 이후로는 더 이상 배포가 이루어지지 않아 사실상 개발이 중단되었다.
기존에 코분투를 제공했던 서버는 현재 접속이 불가능한 상태이다.

## 역사
- 코분투 9.04 : 2009/05/23, 코분투 첫 출시(제작:최지희)[1]
- 코분투 9.10 : 2009/11/04, 제작자 :강분도[2]
- 코분투 10.04 : 2010/04/29 제작자 :강분도[3] NHN(주) 지원으로 CD 제작
- 코분투 10.10 : 2010/11/07 제작자 :강분도[4]
- 코분투 11.04 : 2011/04/29 제작자 :코분투 개발팀[5] 정보통신산업진흥원 지원으로 개발
- 코분투 11.10 : 2011/10/14 제작자 :코분투 개발팀[6] 정보통신산업진흥원 지원으로 개발
- 코분투 12.04 : 2012/08/15, 코분투 마지막 출시(제작:강분도)[7] 네이버 데브(Naver-dev) 행사용

## 우분투와의 차이점
- 라이브 상태에서 한글 메뉴와 한글입력가능
- 설치시 한국 환경으로 설치됨
- 기본 글꼴로 나눔고딕을 사용함
- 비자유 코덱 저장소를 미리 탑재하고 출시함
- 기본 메신저로 엠파시를 대신하여 피진을 사용함
- 소셜 메시지 클라이언트인 gwibber를 포함하지 않음
- 한글글꼴 및 한국 환경 패키지 설치의 용이함
- 우분투 트윅 추가
- 속도 향상
- 기본 입력기로 나비( http://code.google.com/p/nabi/ )를 사용함

## 다운로드 (현재 접속불가)
- 코분투 9.04-2[깨진 링크]
- 코분투 9.10-3[깨진 링크]
- 코분투 10.04-3 LTS[깨진 링크]
- 코분투 10.10-1[깨진 링크]
- 코분투 11.04[깨진 링크]
- 코분투 11.10[깨진 링크]
- 코분투 12.04 LTS[깨진 링크]

## CD 배포
NHN(주)의 지원과 진보네트워크센터의 도움으로 코분투 10.04_3 LTS CD가 1,700장 제작되어 무료로 배포/배송 되었다.
정보통신산업진흥원 '공개SW 커뮤니티 지원 사업' 지원으로 코분투 11.04 CD가 1,700장 제작되어 무료 배송 및 오픈소스SW 행사에서 무료 배포 되었다.
NHN(주)의 지원으로 코분투 12.04 가 USB로 1,200여개 제작 되어 네이버-데브(Naver-dev) 행사와 우분투커뮤니티에 배포 되었다.

## 같이 보기
- 우분투
- 리눅스 민트